# The Banks o’Doon
The banks o’Doon oder Ye banks and braes o’ bonnie Doon (deutsch „die Ufer des Doon“) ist ein schottisches Volkslied (Traditional). Der Text stammt von Robert Burns.

## Entstehung
Die Entstehungsgeschichte des Liedes ist in einem Brief von Robert Burns an den schottischen Musiker George Thomson vom November 1794 beschrieben.
Die Melodie stammt vom Amateurmusiker und Angestellten des Standesamtes Edinburgh James Miller sowie dem Musiker Stephen Clarke. Bei einer Diskussion über die Schönheit schottischer Lieder brachte Miller seinen Wunsch zum Ausdruck, selbst eines zu schreiben. Clarke erwiderte halb scherzhaft, dass man dazu nur die schwarzen Tasten der Klaviatur betätigen und einen gewissen Rhythmus bewahren müsse. Miller, der diesen Ratschlag wörtlich nahm, komponierte innerhalb weniger Tage eine rudimentäre Melodie, die dann von Clarke in die endgültige Form mit pentatonischer Tonleiter gebracht wurde. Eine Abschrift der Melodie wurde an Niel Gow weitergereicht, der sie 1788 in seiner Liedersammlung A Collection of Strathspey Reels unter dem Titel The Caledonian Hunt’s Delight veröffentlichte.
Burns sandte sein Gedicht 1791 an den Musikverleger James Johnson mit der Bitte, eine dazu passende Melodie zu finden. Johnson schlug The Caledonian Hunt’s Delight vor, vorausgesetzt, dass zu jedem zweiten Vers zwei Silben hinzugefügt würden. Daraufhin überarbeitete Burns seine ursprüngliche Version, die dann 1792 in Johnsons Liedersammlung Scots Musical Museum erschien.

## Bearbeitungen
Die Melodie diente als Ausgangspunkt für das Stück Phule Phule Dhole Dhole aus Rabindranath Tagores Oper Kal Mrigaya (später Teil der Oper Valmiki-Pratibha).